# 1955年香港市政局選舉
1955年香港市政局選舉於1955年3月31日舉行，由合資格選民(具有陪審員資格者)投票選出2位民選議員，任期兩年。本屆選舉一共有三人參選。
本次選舉為1953年5月選舉、選出具有兩年任期議員的換屆選舉，香港票站設在中區新填地藝術館，而九龍站設在九龍佑寧堂。香港革新會提名的貝納祺和胡百全爭取連任，均能成功。本次選舉參選人數為1952年恢復選舉以來最小的一屆。

## 選舉結果
| 候選人 | 所得票數 |
| ------ | -------- |
| 貝納祺 | 1,624    |
| 胡百全 | 1,659    |
| 鍾祖萊 | 375      |